# Rio Egegik
O rio Egegik (pronúncia local: I-ga-gik; em iúpique central do Alasca: Igyagiiq, que significa "rápido") é um curso de água localizado no estado do Alasca, Estados Unidos. Em 1902, o naturalista Wilfred Hudson Osgood realizou um levantamento biológico na base da Península do Alasca, que incluiu o rio Egegik.

## Etimologia
O rio já foi identificado por diversas variantes e grafias históricas: Ougagouk (1828), Ugaguk (obsoleta, mas presente em mapas oficiais), Igagik (variação russa), além de Agouyak, Igiagik, Egegak e Ugiagik.

## Geografia
O rio localiza-se na Península do Alasca. Sua bacia hidrográfica se origina na Cordilheira Aleúte e flui para oeste a partir do lago Becharof, desaguando na baía de Egegik, um braço da baía Kvichak, que por sua vez integra a baía de Bristol. Há registro de corredeiras na saída do lago Becharof. A cidade de Egegik está situada na foz do rio. O promontório White Bluff localiza-se na margem norte do rio, próximo ao cabo Chichagof.
Entre seus principais afluentes estão os rios Kejulik, Shosky e King Salmon. Este último, com aproximadamente 97 km de extensão, drena a área entre os lagos Becharof e Naknek, desaguando no rio Egegik a cerca de 12 km da foz.
O Refúgio Nacional de Vida Selvagem Becharof está situado nas proximidades. O rio Ugaguk, um dos nomes alternativos do Egegik, parte do lago Becharof e segue por cerca de 80 km até desaguar na baía Kvichak, a cerca de 48 km ao norte do cabo Greig. A influência da maré se estende por aproximadamente 40 km rio acima, sendo navegável até 16 km da nascente, onde há uma sucessão de corredeiras. Durante a estiagem, grandes trechos do leito do rio tornam-se bancos de areia, com canais estreitos e sinuosos. Na foz, águas rasas se estendem por vários quilômetros mar adentro.

## Fauna
A desova do salmão-rosa ocorre com maior frequência no mês de agosto. O salmão-prateado utiliza o leito principal do rio como habitat de reprodução e crescimento. O salmão-cão também está presente nesse trecho principal. O Salvelino-ártico realiza migrações descendentes no final de maio, enquanto a truta-de-lago pode ser encontrada nas proximidades da saída do lago Becharof para o rio Egegik.

## Economia
Em 1895, a Alaska Packers Association estabeleceu uma estação de pesca na margem direita do rio, a cerca de 8 km da foz, operando como unidade de salga até o ano de 1900. A partir desse ano, as operações foram transferidas para uma fábrica de conservas. Em 1899, a mesma empresa, sob o nome de Egegak Packing Company, iniciou a construção de uma nova enlatadora na margem esquerda, em frente à estação anterior. A fábrica foi concluída em 1900. Em 1903, a North Alaska Salmon Company construiu outra unidade na margem oposta, que posteriormente passou a ser operada pela Libby, McNeill & Libby.
As fábricas operavam a cerca de 10 km da foz, onde o rio possui aproximadamente 3 km de largura. A pesca comercial era realizada exclusivamente por meio de rede de emalhar, em um trecho que se estendia desde 5 km acima das fábricas até a ponta sul da foz do rio. As espécies capturadas incluíam salmão-rei (chinook), salmão-cão (chum, geralmente enlatado como salmão-rosa) e salmão-prateado (coho).
Na década de 1980, havia uma planta de processamento costeira em Egegik, além de oito outras instaladas ao longo de rios vizinhos. O distrito de Egegik contava com 22 estações flutuantes e 492 licenças de pesca por rede de deriva. Estima-se que três quartos do salmão destinado ao consumo pessoal provinham da pesca comercial.